# Mauthausen-Hauptprozess

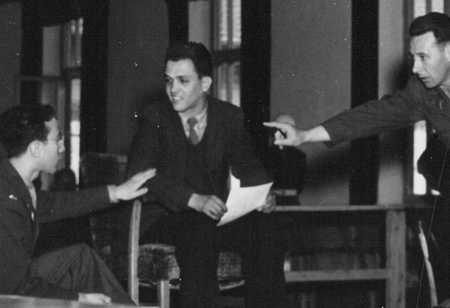
Der ehemalige Mauthausenhäftling Francisco Boix bei seiner Zeugenaussage im Mauthausen-Hauptprozess

Der Mauthausen-Hauptprozess war ein Kriegsverbrecherprozess der United States Army in der amerikanischen Besatzungszone am Militärgericht in Dachau. Dieser Prozess fand vom 29. März 1946 bis zum 13. Mai 1946 im Internierungslager Dachau statt, wo sich bis Ende April 1945 das Konzentrationslager Dachau befunden hatte. In diesem Prozess waren 61 Personen angeklagt, denen Kriegsverbrechen im Zusammenhang mit dem KZ Mauthausen und dessen Nebenlagern zur Last gelegt wurden. Das Verfahren endete mit 61 Schuldsprüchen. Offiziell wurde der Fall als United States of America vs Hans Altfuldisch et al. – Case 000-50-5 bezeichnet. Dem Mauthausen-Hauptverfahren schlossen sich 61 Nebenverfahren mit 238 Angeklagten an, die ebenfalls im Rahmen der Dachauer Prozesse stattfanden.

## Vorgeschichte
Als amerikanische Truppen Anfang Mai 1945 das KZ Mauthausen und die Nebenlager erreichten, fanden sie kranke, sterbende oder bereits verstorbene Häftlinge vor. Unter den insgesamt etwa 100.000 Opfern, die infolge inhumaner Arbeits- und Lebensbedingungen, Krankheiten, Misshandlungen und Tötungen im KZ Mauthausen und den Nebenlagern verstarben, waren auch über 8000 Häftlinge, die zwischen dem 27. April 1945 und dem 6. Mai 1945 umkamen. Auch nach Kriegsende verstarben noch mehr als 2200 Häftlinge an den Folgen der Konzentrationslagerhaft.
Vor diesem Hintergrund begannen amerikanische Ermittler im Rahmen des War Crimes Program, eines US-amerikanischen Programms zur Schaffung von Rechtsnormen und eines Justizapparates zur Verfolgung deutscher Kriegsverbrechen, zügig mit den Untersuchungen zur Feststellung der Verantwortlichen für diese Verbrechen. Die Täter wurden bald gefasst und interniert. Es wurden Zeugenaussagen aufgenommen und Beweismittel gesichert, darunter auch die Totenbücher. Zudem wurden Fotografien sowie Filmaufnahmen der Verbrechen erstellt. Die daraus resultierenden Untersuchungsergebnisse schufen die Basis für die Anklageerhebung und damit das Mauthausen-Hauptverfahren.
Die Hauptverantwortlichen für diese Verbrechen entzogen sich jedoch durch Flucht und Selbstmord der Verantwortung. Der ehemalige Lagerkommandant Franz Ziereis wurde nach seiner Entdeckung durch Angehörige der US-Army bei einem Fluchtversuch am 23. Mai 1945 angeschossen und erlag, nachdem er noch am 24. Mai 1945 eine Aussage machen konnte, am 25. Mai 1945 seinen Verletzungen. 
Der erste Schutzhaftlagerführer Georg Bachmayer hatte am 8. Mai 1945 zunächst seine Frau und Kinder getötet und danach Selbstmord begangen. Karl Schulz, Leiter der Politischen Abteilung, floh bei Kriegsende und tauchte unter.

## Rechtsgrundlagen, Anklage und Prozessdurchführung
Die rechtliche Basis des Verfahrens bildeten die „Rules of Military Government Courts“, ausgehend von den Erlassen des Military Government.
Inhalt der Klageschrift waren die „Verletzung der Kriegsgebräuche und -gesetze“, die während des Zeitraums vom 1. Januar 1942 bis zum 8. Mai 1945 in Mauthausen und den Außenlagern an nicht-deutschen Zivilisten und Kriegsgefangenen verübt worden waren. Verbrechen von deutschen Tätern an deutschen Opfern blieben lange ungesühnt und wurden in der Regel erst später vor deutschen Gerichten verhandelt. Die Angeklagten wurden zudem beschuldigt, im Rahmen eines gemeinsamen Vorgehens (Common Design) an Misshandlungen und Tötungen nicht-deutscher Zivilisten und Kriegsgefangener rechtswidrig und vorsätzlich teilgenommen zu haben.
Der Prozess wurde am 29. März 1946 vor dem Militärgericht in Dachau durch den Vorsitzenden Major General Fay Brink Prickett eröffnet. Die Anklagevertretung unter dem Hauptankläger William D. Denson bestand aus mehreren amerikanischen Offizieren. Den Angeklagten wurden Rechtsbeistände gestellt. Da die Gerichtssprache Englisch war, mussten Dolmetscher auf Englisch und Deutsch zwischen dem Gericht und den Angeklagten übersetzen.
Nach Verlesung der Anklageschrift plädierten die Angeklagten sämtlich auf „nicht schuldig“, bis auf den ehemaligen Gauleiter August Eigruber, der die Anklage nicht verstanden hatte.
Angeklagt waren 55 SS-Angehörige, ein Mitarbeiter des SD, drei Funktionshäftlinge sowie zwei Zivilisten. Neben 42 Deutschen waren zwölf Österreicher, drei Tschechoslowaken, zwei Jugoslawen sowie je ein Rumäne und Ungar beschuldigt. Die Angeklagten waren der Vernachlässigung, Misshandlung und Tötung der Häftlinge angeklagt. August Eigruber, Gauleiter in Oberösterreich, hatte keine Funktion im KZ Mauthausen. Als zuständiger Gauleiter und Leiter des Ernährungsamtes in Oberösterreich war er jedoch für die Ernährungslage der Häftlinge verantwortlich. Zudem nahm er an Exekutionen von Häftlingen teil und stellte das Schloss Hartheim zur Verfügung, in dem Häftlinge im Rahmen der Aktion 14f13 vergast wurden. Unter den angeklagten Zivilisten befand sich Vinzenz Nohel, der als „(Leichen-)Brenner“ in der NS-Tötungsanstalt Hartheim tätig war. Vier Beschuldigte, darunter ein Zivilist, waren Angestellte der Deutschen Erd- und Steinwerke GmbH und wurden der Misshandlung von Häftlingen beschuldigt. 
Des Weiteren saßen vier Mitarbeiter der Politischen Abteilung auf der Anklagebank, denen verschärfte Vernehmungsmethoden, Misshandlungen und die Teilnahme an Exekutionen vorgeworfen wurden. Das Kommandanturpersonal war beschuldigt, für die katastrophalen Zustände im Lager hauptverantwortlich gewesen zu sein und dadurch das System von Tötungen, Misshandlungen und inhumaner Vernachlässigung erst geschaffen zu haben. Zudem saßen noch der zweite Schutzhaftlagerführer, ein Lagerleiter, Mitglieder der Wachmannschaften, ein Wachkompanieführer, Block- und Kommandoführer sowie drei Funktionshäftlinge auf der Anklagebank. Neben Misshandlungen und Tötungen waren einige dieser Angeklagten auch der Teilnahme an Exekutionen, Erschießungen bei Fluchtversuchen oder Verbrechen bei Evakuierungen von Nebenlagern beschuldigt. Den Standort- und Lagerärzten und dem medizinischen Personal wurde die Misshandlung, Vernachlässigung, Selektion und teilweise auch Tötung von Häftlingen zur Last gelegt. Die Angeklagten verharmlosten die Taten, beriefen sich auf einen Befehlsnotstand, schwiegen oder bestritten, zur Tatzeit am Tatort gewesen zu sein.
Am 13. Mai 1946 wurden durch den Vorsitzenden des Militärgerichts die Urteile verkündet. Neben 58 Todesurteilen wurden drei lebenslange Haftstrafen verhängt. Nach Überprüfungsverfahren wurden neun der Todesurteile in lebenslange Haftstrafen umgewandelt und die anderen Urteile bestätigt. Die Verurteilten wurden in das Kriegsverbrechergefängnis Landsberg überführt. Bis auf eine Ausnahme (Otto Striegel am 20. Juni) wurden die Todesurteile am 27. (23 Hinrichtungen) und 28. Mai 1947 (25 Hinrichtungen) durch den Strang in Landsberg vollstreckt.

### Die 61 Urteile im Einzelnen
| Angeklagter         | Rang                 | Funktion                                                       | Urteil                                                    |
| ------------------- | -------------------- | -------------------------------------------------------------- | --------------------------------------------------------- |
| Johann Altfuldisch  | SS-Obersturmführer   | zweiter Schutzhaftlagerführer                                  | Todesstrafe, am 28. Mai 1947 hingerichtet                 |
| August Eigruber     | SS-Obergruppenführer | Gauleiter                                                      | Todesstrafe, am 28. Mai 1947 hingerichtet                 |
| Julius Ludolf       | SS-Untersturmführer  | Lagerleiter von Nebenlagern                                    | Todesstrafe, am 28. Mai 1947 hingerichtet                 |
| Adolf Zutter        | SS-Hauptsturmführer  | Adjutant                                                       | Todesstrafe, am 27. Mai 1947 hingerichtet                 |
| Viktor Zoller       | SS-Hauptsturmführer  | Adjutant                                                       | Todesstrafe, am 28. Mai 1947 hingerichtet                 |
| Erich Wasicky       | SS-Hauptsturmführer  | Lagerapotheker                                                 | Todesstrafe, am 28. Mai 1947 hingerichtet                 |
| Wilhelm Jobst       | SS-Hauptsturmführer  | Lagerarzt                                                      | Todesstrafe, am 28. Mai 1947 hingerichtet                 |
| Friedrich Entress   | SS-Hauptsturmführer  | Lagerarzt                                                      | Todesstrafe, am 28. Mai 1947 hingerichtet                 |
| Waldemar Wolter     | SS-Sturmbannführer   | Standortarzt                                                   | Todesstrafe, am 28. Mai 1947 hingerichtet                 |
| Eduard Krebsbach    | SS-Sturmbannführer   | Standortarzt                                                   | Todesstrafe, am 28. Mai 1947 hingerichtet                 |
| Wilhelm Henkel      | SS-Hauptsturmführer  | Leitender Zahnarzt                                             | Todesstrafe, am 28. Mai 1947 hingerichtet                 |
| Stefan Barczay      | SS-Sturmmann         | Wachmannschaft in Nebenlagern                                  | Todesstrafe, am 27. Mai 1947 hingerichtet                 |
| Willy Brünning      | SS-Rottenführer      | Wachmannschaft                                                 | Todesstrafe, am 27. Mai 1947 hingerichtet                 |
| August Blei         | SS-Obersturmführer   | Kommandeur der Wachkompanie                                    | Todesstrafe, am 28. Mai 1947 hingerichtet                 |
| Otto Drabek         | SS-Unterscharführer  | Quartiermeister Wiener Graben                                  | Todesstrafe, am 27. Mai 1947 hingerichtet                 |
| Hans Diehl          | SS-Unterscharführer  | Politische Abteilung                                           | Todesstrafe, am 28. Mai 1947 hingerichtet                 |
| Heinrich Eisenhöfer | SS-Untersturmführer  | Leiter der Effektenkammer, stellvertretender Verwaltungsführer | Todesstrafe, am 28. Mai 1947 hingerichtet                 |
| Willy Eckert        | SS-Hauptscharführer  | Leiter Kleidungskammer, Kommandoführer                         | Todesstrafe, am 27. Mai 1947 hingerichtet                 |
| Heinrich Fitschok   | SS-Sturmmann         | Wachmann in Nebenlagern                                        | Todesstrafe, am 27. Mai 1947 hingerichtet                 |
| Willy Frey          | Funktionshäftling    | Blockältester, Kapo Lagerfeuerwehr                             | Todesstrafe, am 28. Mai 1947 hingerichtet                 |
| Rudolf Fiegl        | Funktionshäftling    | Kapo Steinbruch- und Desinfektionskommando im KZ Gusen         | Todesstrafe, am 27. Mai 1947 hingerichtet                 |
| Johannes Grimm      | SS-Obersturmführer   | Manager Wiener Graben                                          | Todesstrafe, am 28. Mai 1947 hingerichtet                 |
| Georg Gössl         | Funktionshäftling    | Kapo im Häftlingskrankenbau Hinterbrühl                        | Todesstrafe, am 27. Mai 1947 hingerichtet                 |
| Werner Grahn        | SD-Mitarbeiter       | Politische Abteilung                                           | Todesstrafe, am 28. Mai 1947 hingerichtet                 |
| Heinrich Häger      | SS-Hauptscharführer  | Kommandoführer                                                 | Todesstrafe, am 27. Mai 1947 hingerichtet                 |
| Franz Huber         | SS-Rottenführer      | Blockführer Hinterbrühl                                        | Todesstrafe, am 28. Mai 1947 hingerichtet                 |
| Hans Hegenscheidt   | SS-Unterscharführer  | Leiter Küchenmagazin                                           | Todesstrafe, am 27. Mai 1947 hingerichtet                 |
| Gustav Kreindl      | SS-Unterscharführer  | SS-Sanitätsdienstgrad                                          | Todesstrafe, am 27. Mai 1947 hingerichtet                 |
| Kaspar Klimowitsch  | SS-Rottenführer      | Wachmann Gusen 1 und 2, KZ Ebensee                             | Todesstrafe, am 28. Mai 1947 hingerichtet                 |
| Franz Kautny        | SS-Oberscharführer   | Wachmannschaft Nebenlager                                      | Todesstrafe, am 27. Mai 1947 hingerichtet                 |
| Kurt Keilwitz       | SS-Unterscharführer  | Wachmannschaft                                                 | Todesstrafe, am 27. Mai 1947 hingerichtet                 |
| Anton Kaufmann      | SS-Unterscharführer  | Leitung Warenlager in Gusen                                    | Todesstrafe, am 27. Mai 1947 hingerichtet                 |
| Paul Kaiser         | SS-Unterscharführer  | Bauleiter in Gusen und Nebenlagern                             | Todesstrafe, am 28. Mai 1947 hingerichtet                 |
| Josef Leeb          | SS-Unterscharführer  | Politische Abteilung                                           | Todesstrafe, am 27. Mai 1947 hingerichtet                 |
| Erich Miessner      | SS-Rottenführer      | Blockführer                                                    | Todesstrafe, am 27. Mai 1947 hingerichtet                 |
| Emil Müller         | SS-Hauptscharführer  | Block- und Kommandoführer                                      | Todesstrafe, am 28. Mai 1947 hingerichtet                 |
| Wilhelm Müller      | SS-Unterscharführer  | Politische Abteilung                                           | Todesstrafe, am 28. Mai 1947 hingerichtet                 |
| Rudolf Mynzak       | SS-Rottenführer      | Kommandoführer                                                 | Todesstrafe, am 27. Mai 1947 hingerichtet                 |
| Josef Niedermayer   | SS-Unterscharführer  | Rapportführer, Kommandoführer Bunker                           | Todesstrafe, am 28. Mai 1947 hingerichtet                 |
| Vinzenz Nohel       | Zivilist             | „(Leichen-)Brenner“ in Hartheim                                | Todesstrafe, am 27. Mai 1947 hingerichtet                 |
| Hermann Pribyll     | SS-Oberscharführer   | Arbeitsdienstführer Ebensee                                    | Todesstrafe, am 27. Mai 1947 hingerichtet                 |
| Theophil Priebel    | SS-Rottenführer      | Wachmannschaft                                                 | Todesstrafe, am 28. Mai 1947 hingerichtet                 |
| Josef Riegler       | SS-Unterscharführer  | Rapportführer                                                  | Todesstrafe, am 27. Mai 1947 hingerichtet                 |
| Thomas Sigmund      | SS-Rang unbekannt    | Wachmannschaft                                                 | Todesstrafe, am 27. Mai 1947 hingerichtet                 |
| Karl Struller       | SS-Stabsscharführer  | Leiter der Schreibstube in der Lagerkommandantur               | Todesstrafe, am 28. Mai 1947 hingerichtet                 |
| Otto Striegel       | SS-Hauptscharführer  | Leiter Vorratsmagazin und Küche in Melk                        | Todesstrafe, am 20. Juni 1947 hingerichtet                |
| Andreas Trum        | SS-Oberscharführer   | Rapport- und Arbeitseinsatzführer                              | Todesstrafe, am 28. Mai 1947 hingerichtet                 |
| Leopold Trauner     | Zivilist             | „Deutsche Erd und Steinwerke GmbH“                             | Todesstrafe, am 27. Mai 1947 hingerichtet                 |
| Hans Spatzenegger   | SS-Hauptscharführer  | Kommandoführer im Wiener Graben                                | Todesstrafe, am 27. Mai 1947 hingerichtet                 |
| Walter Höhler       | SS-Hauptsturmführer  | Leitender Zahnarzt                                             | Todesstrafe, später in lebenslange Haftstrafe umgewandelt |
| Heinrich Giese      | SS-Rang unbekannt    | Wachmannschaft, Finanzbuchhaltung                              | Todesstrafe, später in lebenslange Haftstrafe umgewandelt |
| Herbert Grzybowski  | SS-Rottenführer      | Wachmannschaft Gusen                                           | Todesstrafe, später in lebenslange Haftstrafe umgewandelt |
| Karl Billmann       | SS-Rottenführer      | Wachmannschaft Gusen II                                        | Todesstrafe, später in lebenslange Haftstrafe umgewandelt |
| Ludwig Dörr         | SS-Rottenführer      | Wachmannschaft in Gusen                                        | Todesstrafe, später in lebenslange Haftstrafe umgewandelt |
| Viktor Korger       | SS-Rottenführer      | Wachmannschaft in Gusen                                        | Todesstrafe, später in lebenslange Haftstrafe umgewandelt |
| Ferdinand Lappert   | SS-Sturmmann         | Wachmannschaft Gusen 1 und 2                                   | Todesstrafe, später in lebenslange Haftstrafe umgewandelt |
| Wilhelm Maack       | SS-Unterscharführer  | Kommandoführer Baukommando Gusen                               | Todesstrafe, später in lebenslange Haftstrafe umgewandelt |
| Adolf Rutka         | SS-Rang unbekannt    | Hundeführer                                                    | Todesstrafe, später in lebenslange Haftstrafe umgewandelt |
| Josef Mayer         | SS-Rang unbekannt    | Wachmannschaft                                                 | lebenslange Haftstrafe                                    |
| Michael Cserny      | SS-Rang unbekannt    | Wachmannschaft Ebensee                                         | lebenslange Haftstrafe                                    |
| Paul Gützlaff       | SS-Rottenführer      | Wachmannschaft Gusen                                           | lebenslange Haftstrafe                                    |

## Nebenprozesse
Auf dem Mauthausen-Hauptverfahren basierten weitere 61 Nebenprozesse, in denen sich weitere 238 Beschuldigte wegen Kriegsverbrechen im KZ Mauthausen und dessen Nebenlagern zu verantworten hatten. Diese Nebenprozesse mit bis zu zwölf Beschuldigten fanden von Ende März 1947 bis Ende Oktober 1947 ebenfalls im Internierungslager Dachau statt. Neben 21 Freisprüchen wurden Haftstrafen und 58 Todesurteile ausgesprochen, von denen 48 vollstreckt wurden.
Hervorzuheben ist dabei das Verfahren United States of America v. Lauriano Navas et al. – Case No. 50-5-25, das gegen vier spanische Kapos vom 14. Juli 1947 bis 21. Juli 1947 geführt wurde. Interessant ist dieses Verfahren, weil es gegen Staatsangehörige eines im Zweiten Weltkrieg neutralen Staates geführt wurde und weil es das einzige Nebenverfahren war, in dem kein deutscher oder österreichischer Staatsangehöriger vor Gericht stand. Die spanischen Kapos, die auf der Seite der Republikaner im Spanischen Bürgerkrieg gegen die Errichtung einer Diktatur unter Franco gekämpft hatten, flüchteten am Ende des Bürgerkriegs nach Frankreich. 
Dort wurden sie interniert und nach der Besetzung Frankreichs durch das Deutsche Reich als politische Häftlinge in das KZ Mauthausen überstellt. Wegen Misshandlung von Häftlingen, teilweise mit Todesfolge, wurden alle vier Kapos für schuldig befunden. Indalecio Gonzalez wurde zum Tode verurteilt und am 2. Februar 1949 durch den Strang hingerichtet. Lauriano Navas wurde zu lebenslänglicher Haft, Moises Fernandez zu zwanzig Jahren Haft und Felix Domingo zu zwei Jahren Haft verurteilt.

## Wertungen und Wirkungen
Der Mauthausen-Hauptprozess, auch zweiter Dachauer Prozess genannt, war mit 61 Angeklagten der umfangreichste Konzentrationslagerprozess im Rahmen der Dachauer Prozesse. Aufgrund des geringen zeitlichen Abstands zum Kriegsende wurden in diesem Prozess neben dem Dachau-Hauptprozess die härtesten Urteile gesprochen. 
Die zu Haftstrafen verurteilten Gefangenen wurden jedoch sämtlich bis zum November 1951 aus dem Kriegsverbrechergefängnis in Landsberg entlassen, zumindest auf Bewährung.
Neben der rechtsstaatlichen Ahndung der KZ-Verbrechen sollte auch die Bevölkerung über diese NS-Verbrechen aufgeklärt und der verbrecherische Charakter der Gewalttaten verdeutlicht werden. Weiterhin sollten diese Prozesse einen kollektiven Reflexionsprozess in der österreichischen und deutschen Bevölkerung in Gang setzen, um eine rechtsstaatliche und demokratische Kultur in diesen Ländern zu etablieren.
Die Verhandlung des Mauthausen-Hauptverfahrens an dem symbolträchtigen Prozessort Dachau – und nicht in Österreich – verstärkte laut Bertrand Perz die in der österreichischen Bevölkerung kursierende Opferthese, nach der Österreich das erste Opfer der nationalsozialistischen Machtpolitik gewesen sei. Vielfach wurde die Verantwortung für die Konzentrationslagerverbrechen als ausschließlich deutsches Problem wahrgenommen.

## Juristische Neubewertung und neue Verfahren seit 2011
Im Zuge der Neubewertung der Beihilfe zum Mord durch den Prozess gegen John Demjanjuk war es im Falle anderer KZ und Vernichtungslager bereits zu mehreren Verfahren gekommen, darunter auch gegen Oskar Gröning und Reinhold Hanning. Im Dezember 2018 klagte die Staatsanwaltschaft Berlin einen zu diesem Zeitpunkt 95-jährigen ehemaligen SS-Mann Hans H. Wegen Beihilfe zum Mord im KZ Mauthausen an. 
Am 21. Dezember 2018 jedoch lehnte das Landgericht Berlin die Zulassung der Anklage ab, weil die Staatsanwaltschaft keine hinreichenden Beweise für eine Mittäterschaft vorgelegt habe. Hiergegen legte die Staatsanwaltschaft Rechtsmittel ein.